# Нью-Ейтенз (Огайо)
Нью-Ейтенз (англ. New Athens) — селище (англ. village) в США, в окрузі Гаррісон штату Огайо. Населення — 222 особи (2020).

## Географія
Нью-Ейтенз розташований за координатами 40°11′4″ пн. ш. 80°59′39″ зх. д. / 40.18444° пн. ш. 80.99417° зх. д. (40.184422, -80.994287).  За даними Бюро перепису населення США в 2010 році селище мало площу 0,72 км², з яких 0,72 км² — суходіл та 0,00 км² — водойми.

## Демографія
Згідно з переписом 2010 року, у селищі мешкало 320 осіб у 140 домогосподарствах у складі 95 родин. Густота населення становила 442 особи/км².  Було 148 помешкань (204/км²).
Расовий склад населення:
| - 99,4 % — білих - 0,3 % — чорних або афроамериканців |

До двох чи більше рас належало 0,3 %. Частка іспаномовних становила 0,0 % від усіх жителів.
За віковим діапазоном населення розподілялося таким чином: 19,1 % — особи молодші 18 років, 62,1 % — особи у віці 18—64 років, 18,8 % — особи у віці 65 років та старші. Медіана віку мешканця становила 44,9 року. На 100 осіб жіночої статі у селищі припадало 93,9 чоловіків;  на 100 жінок у віці від 18 років та старших — 94,7 чоловіків також старших 18 років.
Середній дохід на одне домашнє господарство  становив 45 616 доларів США (медіана — 43 977), а середній дохід на одну сім'ю — 57 518 доларів (медіана — 56 944). За межею бідності перебувало 2,2 % осіб, у тому числі 2,5 % дітей у віці до 18 років та 0,0 % осіб у віці 65 років та старших.
Цивільне працевлаштоване населення становило 98 осіб. Основні галузі зайнятості: освіта, охорона здоров'я та соціальна допомога — 34,7 %, виробництво — 15,3 %, науковці, спеціалісти, менеджери — 9,2 %, роздрібна торгівля — 7,1 %.